# Симплектична геометрія
Симплекти́чна геоме́трія — розділ диференціальної геометрії і диференціальної топології, що вивчає симплектичні многовиди: гладкі многовиди з обраною замкнутою невиродженою 2-формою. Початково симплектична геометрія виникла з гамільтонова формалізму в класичній механіці, де фазовий простір для класичної системи виявився симплектичним многовидом.
Симплектична геометрія має як подібності, так і відмінності з рімановою геометрією, що вивчає многовиди з вибраною квадратичною позитивно визначеною формою — метричним тензором, який дозволяє визначити відстані на многовиді. На відміну від випадку ріманової геометрії, на симплектичних многовидах немає локального інваріанта, — яким в рімановим випадку є кривина. Це випливає з теореми Дарбу, яка стверджує, що досить малий окіл будь-якої точки 2n-мірного симплектичного многовиду ізоморфний деякій області {\displaystyle \mathbb {R} ^{2n}} зі стандартною симплектичною формою {\displaystyle \omega =\sum _{j}dp_{j}\wedge dq_{j}}. Ще однією відмінністю від ріманової геометрії є те, що не на будь-якому многовиді можна задати симплектичну структуру: є ряд топологічних обмежень. Так, многовид має бути парновимірним і орієнтовним. Крім того, для випадку замкнутого многовиду M його друга група гомологій {\displaystyle H^{2}(M,\mathbb {R} )} повинна бути нетривіальною: симплектична форма на компактному многовиді без краю не може бути точною.